# Méziré
Méziré è un comune francese di 1 428 abitanti situato nel dipartimento del Territorio di Belfort nella regione della Borgogna-Franca Contea.

## Società

### Evoluzione demografica
Abitanti censiti